# سکانس (موسیقی)

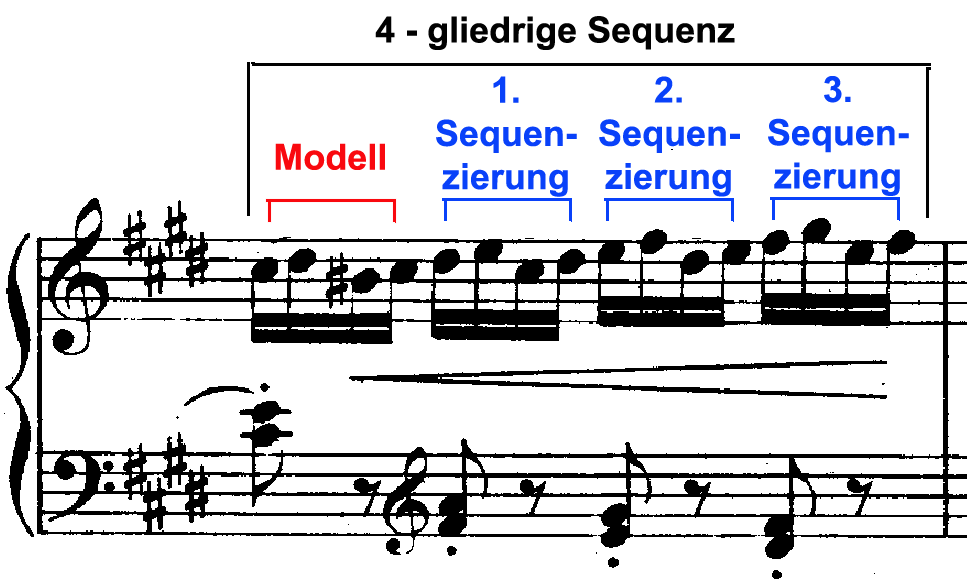
سکانس با فیگور ملودیک از اتودهای شوپن در دو دیز مینور، اپوس (۱۰، ۴)

سکانس (انگلیسی: Sequence) در موسیقی، بیان مجدد یا توالی یک موتیف، یک ملودی بلند یا فیگور هارمونیک است در گام که با عبور به بالاتر یا پایین‌تر از ارتفاع صدا شکل می‌گیرد. سکانس، یکی از رایج‌ترین روش‌های گسترش ملودی در قرن هجدهم و نوزدهم میلادی بود که موسیقی دوره باروک، کلاسیک و رمانتیک را در بر می‌گرفت.

## شرح
خصوصیات توالی سکانس بدین شرح است:
- دو بیان مجدد (معمولاً بیانِ مجدد کمتر از سه یا چهار توالی است).
- حرکت در یک جهت به صورت مداوم به بالاتر یا پایین‌تر.
- با همان مسافت و فاصله بیان شود.

ممکن است برای ملودی یا هارمونی، یک سکانس دیگر مستقل از بخش‌ها ایجاد شود.

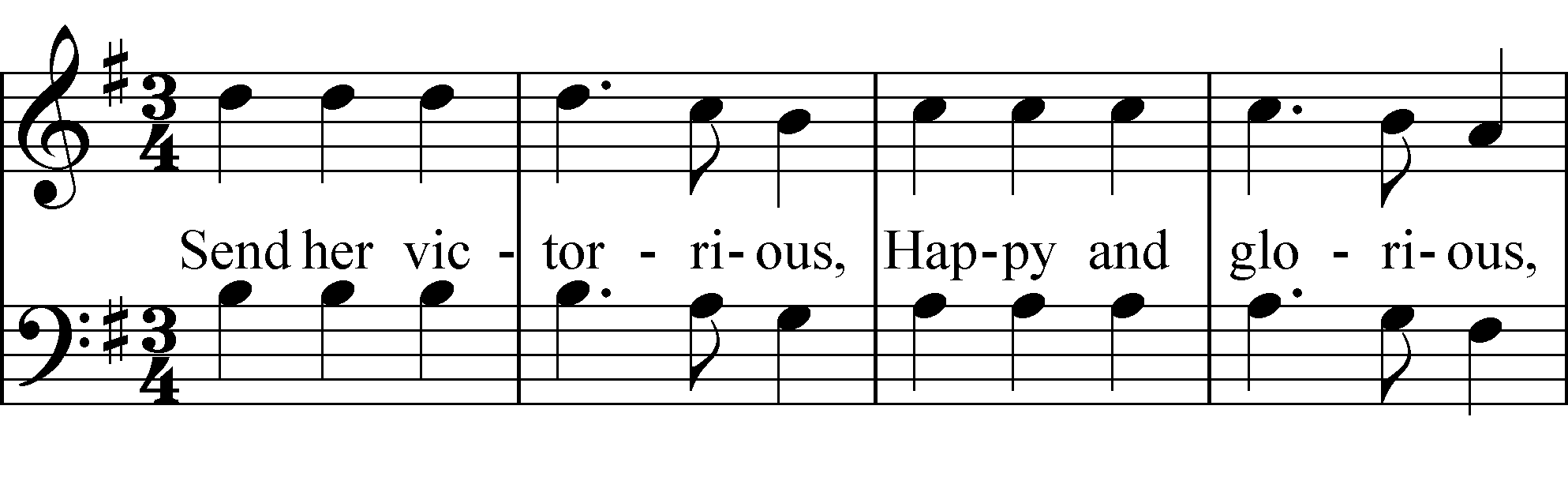
سکانس ملودیک در خط آواز، روی شعر «Send her victorious» (سکانس اول) و شعر «Happy and glorious» (سکانس دوم) از قطعهٔ «خدا نگهدار ملکه باد»

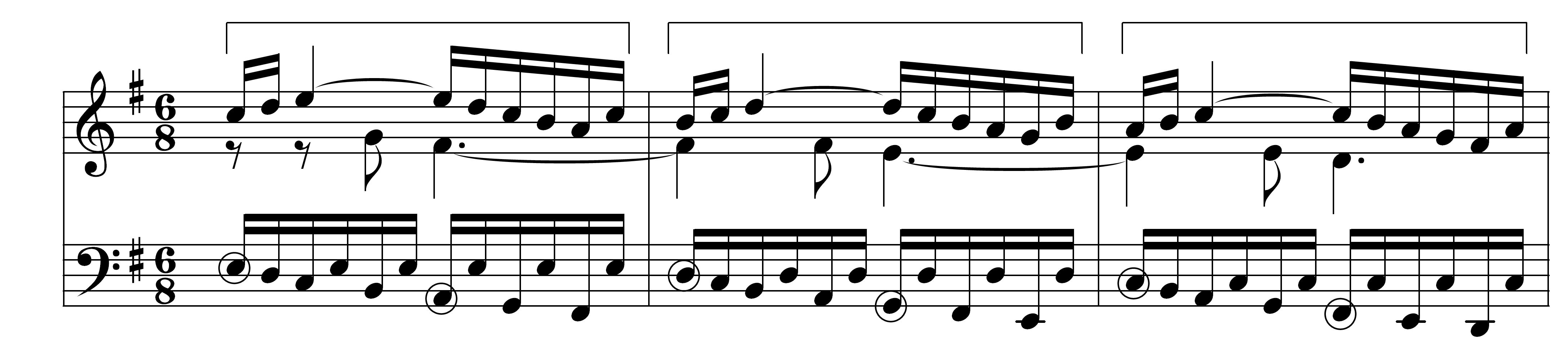
سکانس نزولی از فوگ شماره ۸۶۰ (BWV) در سل ماژور میزان ۱۷ تا ۱۹ اثر باخ. با توجه به هارمونی‌هایی که در بخش باس وجود دارد (نت‌های دایره‌دار)، سیر نزولی بر اساس دایره پنجم‌ها حرکت می‌کند

انواع مختلفی از سکانس وجود دارد که هر کدام یک الگوی منحصر به فرد دارند مانند: سکانس ملودیک، سکانس هارمونیک، سکانس ریتمیک.

## سکانس ملودیک
در یک ملودی، سکانس رئال انتقالِ دقیق یک سکانس به بخش بعدی است. روش دوم، سکانسِ تونال نامیده می‌شود که انتقالِ دیاتونیک بخش اول به بخش دوم است. مثال زیر از یوهان سباستیان باخ هر دو سکانس را نشان می‌دهد.

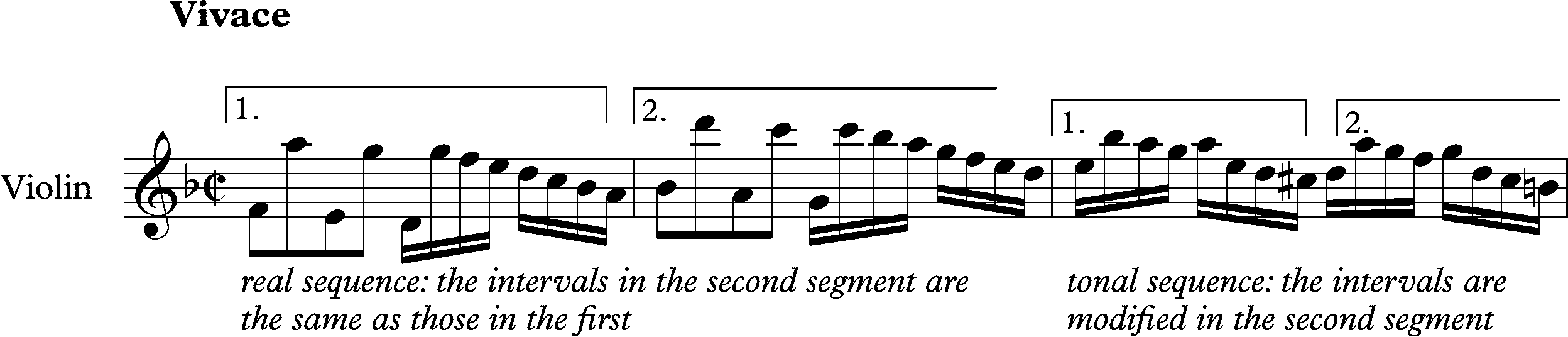
باخ، کنسرتو برای دو ویولون در ر مینور، موومان اول میزانهای ۲۲ تا ۲۴.

## سکانس هارمونیک

### پنجم‌های نزولی
پنجم‌های نزولی به عنوان «سکانس پنجم‌ها» نیز شناخته می‌شوند. این نوع سکانس در برخی آثار کلودیو مونته‌وردی و هاینریش شوتس تکامل یافته‌است. سکانس پنجم‌ها، مجموعه‌ای از آکوردها است که نت‌های «باس» یا «پایه» در آن یک الگوی پنجم نزولی (یا چهارم صعودی) را دنبال می‌کنند.

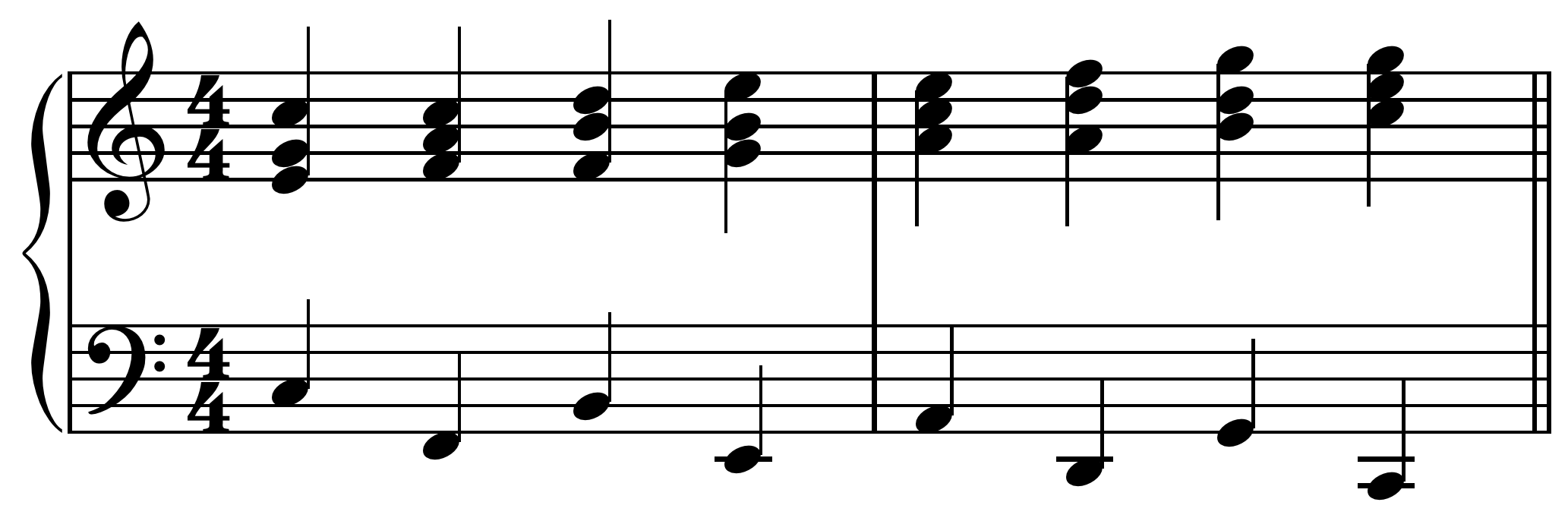
سکانس نزولی در دو ماژور بر اساس الگوی «دایره پنجم‌ها» در بخش باس.

### پنجم‌های صعودی
سکانس پنجم‌های صعودی بر خلاف سکانس نزولی شامل یک الگوی پنجم صعودی (یا چهارم نزولی) می‌شود. این نوع سکانس نسبت به سکانس نزولی کمتر متداول است.

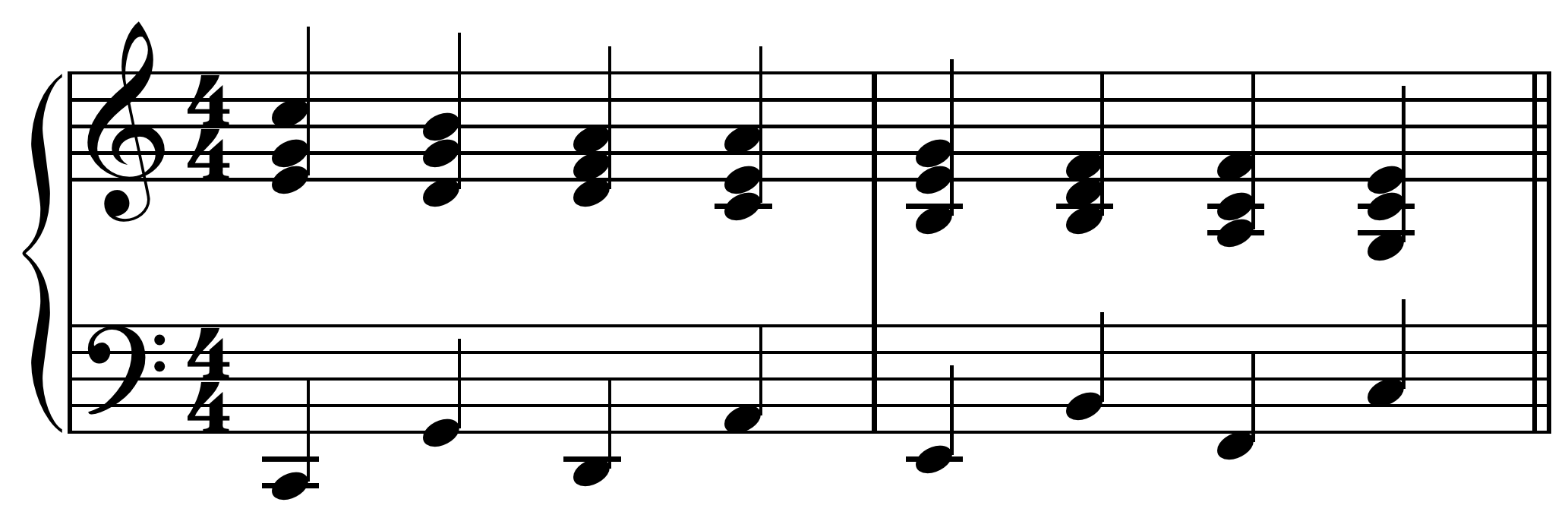
سکانس پنجم صعودی بر اساس الگوی «دایره پنجم‌ها» در باس است که شبیه به سکانس نزولی است ولی در جهت مخالف آن حرکت کرده‌است.

## سکانس ریتمیک
یک سکانس ریتمیک، تکرار ریتم با استفاده آزاد از زیروبمی‌ها است.

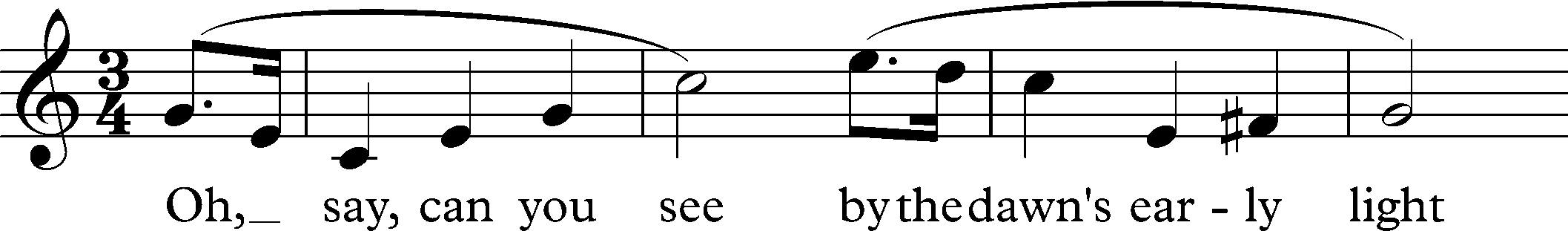
سکانس ریتمیک.

## یادکرد
1. ↑  Benward and Saker 2003, p. 111-12.